# Pływanie na Letnich Igrzyskach Olimpijskich 2016 – 4 × 100 m stylem zmiennym kobiet
4 × 100 m stylem zmiennym kobiet – jedna z konkurencji pływackich, która odbyła się podczas XXXI Igrzysk Olimpijskich w Rio de Janeiro. Eliminacje miały miejsce 12 sierpnia, a finał 13 sierpnia.
Tytuł mistrzyń olimpijskich z 2012 roku obroniła reprezentacja Stanów Zjednoczonych.

## Terminarz
Wszystkie godziny podane są w czasie brazylijskim (UTC-03:00) oraz polskim (CEST).
| Data             | Godzina rozpoczęcia | Godzina rozpoczęcia |            |
| Data             | UTC-03:00           | CEST                |            |
| ---------------- | ------------------- | ------------------- | ---------- |
| 12 sierpnia 2016 | 15:30               | 20:30               | Eliminacje |
| 13 sierpnia 2016 | 22:49               | 3:49                | Finał      |

## Rekordy
Przed zawodami rekord świata i rekord olimpijski wyglądały następująco:
| Rekord            | Reprezentacja | Czas    | Miejsce | Data            |
| ----------------- | --- | ------- | ------- | --------------- |
| Rekord świata     | Stany Zjednoczone · Missy Franklin (58,50) · Rebecca Soni (1:04,82) · Dana Vollmer (55,48) · Allison Schmitt (53,25) | 3:52,05 | Londyn  | 4 sierpnia 2012 |
| Rekord olimpijski | Stany Zjednoczone · Missy Franklin (58,50) · Rebecca Soni (1:04,82) · Dana Vollmer (55,48) · Allison Schmitt (53,25) | 3:52,05 | Londyn  | 4 sierpnia 2012 |

## Wyniki

### Eliminacje
| Miejsce | Wyścig | Tor | Państwo           | Zawodniczka                                                                                                  | Czas    | Uwagi |
| ------- | ------ | --- | ----------------- | --- | ------- | ----- |
| 1.      | 2      | 5   | Stany Zjednoczone | Olivia Smoliga (59,57) Katie Meili (1:04,93) Kelsi Worrell (56,47) Abbey Weitzeil (53,70)                    | 3:54,67 | Q     |
| 2.      | 1      | 3   | Kanada            | Kylie Masse (58,66) · Rachel Nicol (1:06,97) · Noemie Thomas (57,66) · Taylor Ruck (53,51)                   | 3:56,80 | Q,    |
| 3.      | 1      | 5   | Dania             | Mie Nielsen (59,48) Rikke Møller Pedersen (1:06,88) Jeanette Ottesen (57,38) Pernille Blume (53,24)          | 3:56,98 | Q     |
| 4.      | 1      | 2   | Rosja             | Anastasija Fiesikowa (1:00,16) Julija Jefimowa (1:05,78) Swietłana Czimrowa (57,65) Wieronika Popowa (53,85) | 3:57,44 | Q     |
| 5.      | 2      | 3   | Australia         | Madison Wilson (59,38) Taylor McKeown (1:07,48) Madeline Groves (57,87) Brittany Elmslie (53,07)             | 3:57,80 | Q     |
| 6.      | 2      | 4   | Chiny             | Fu Yuanhui (59,20) Zhang Xinyu (1:07,86) Lu Ying (57,45) Shen Duo (53,72)                                    | 3:58,23 | Q     |
| 7.      | 2      | 2   | Włochy            | Carlotta Zofkova (1:01,42) Arianna Castiglioni (1:06,33) Ilaria Bianchi (57,76) Federica Pellegrini (53,58)  | 3:59,09 | Q     |
| 8.      | 2      | 6   | Wielka Brytania   | Georgia Davies (59,35) Chloe Tutton (1:07,25) Siobhan-Marie O’Connor (57,61) Georgia Coates (55,13)          | 3:59,34 | Q     |
| 9.      | 1      | 4   | Szwecja           | Michelle Coleman (1:01,13) Jennie Johansson (1:06,62) Sarah Sjöström (56,70) Louise Hansson (55,00)          | 3:59,45 |       |
| 10.     | 1      | 6   | Japonia           | Natsumi Sakai (1:01,57) Satomi Suzuki (1:07,40) Rikako Ikee (56,73) Miki Uchida (54,12)                      | 3:59,82 |       |
| 11.     | 1      | 7   | Finlandia         | Mimosa Jallow (1:01,03) Jenna Laukkanen (1:06,49) Emilia Pikkarainen (59,02) Hanna-Maria Seppala (55,07)     | 4:01,61 |       |
| 12.     | 2      | 7   | Niemcy            | Jenny Mensing (1:01,27) Vanessa Grimberg (1:07,99) Alexandra Wenk (58,55) Annika Bruhn (54,38)               | 4:02,19 |       |
| 13.     | 1      | 1   | Brazylia          | Natalia de Luccas (1:01,93) Jhennifer Conceição (1:08,23) Daynara de Paula (58,18) Larissa Oliveira (54,49)  | 4:02,83 |       |
| 14.     | 1      | 8   | Hongkong          | Stephanie Au (1:01,55) Yvette Man-Yi Kong (1:08,39) Hang Yu Sze (59,54) Camille Cheng (54,37)                | 4:03,85 |       |
| 16 !    | 2      | 1   | Francja           | Béryl Gastaldello (1:00,60) Fanny Deberghes (1:08,83) Marie Wattel Charlotte Bonnet                          | DSQ     |       |
| 16 !    | 2      | 8   | Czechy            | Simona Baumrtova (1:01,27) Martina Moravčíková Lucie Svěcená Barbora Seemanová                               | DSQ     |       |

### Finał
| Miejsce | Tor | Państwo           | Zawodniczka                                                                                                 | Czas    | Uwagi |
| ------- | --- | ----------------- | --- | ------- | ----- |
| 1 !     | 5   | Stany Zjednoczone | Kathleen Baker (59,00) Lilly King (1:05,70) Dana Vollmer (56,00) Simone Manuel (52,43)                      | 3:53,13 |       |
| 2 !     | 6   | Australia         | Emily Seebohm (58,83) Taylor McKeown (1:07,05) Emma McKeon (56,95) Cate Campbell (52,17)                    | 3:55,00 |       |
| 3 !     | 7   | Dania             | Mie Nielsen (58,75) Rikke Møller Pedersen (1:06,62) Jeanette Ottesen (56,43) Pernille Blume (53,21)         | 3:55,01 | ER    |
| 4.      | 4   | Chiny             | Fu Yuanhui (59,53) Shi Jinglin (1:06,00) Lu Ying (56,49) Zhu Menghui (53,16)                                | 3:55,18 |       |
| 5.      | 3   | Kanada            | Kylie Masse (58,77) Rachel Nicol (1:06,81) Penny Oleksiak (56,75) Chantal van Landeghem (53,16)             | 3:55,49 | NR    |
| 6.      | 2   | Rosja             | Anastasija Fiesikowa (59,49) Julija Jefimowa (1:04,98) Swietłana Czimrowa (57,54) Wieronika Popowa (53,65)  | 3:55,66 |       |
| 7.      | 1   | Wielka Brytania   | Georgia Davies (59,43) Chloe Tutton (1:06,43) Siobhan-Marie O’Connor (57,47) Francesca Halsall (53,63)      | 3:56,96 | NR    |
| 8.      | 8   | Włochy            | Carlotta Zofkova (1:01,29) Arianna Castiglioni (1:06,65) Ilaria Bianchi (58,21) Federica Pellegrini (53,35) | 3:59,50 |       |

Legenda: ER - rekord Europy, NR - rekord kraju